# Молтово
Молтово (пол. Mołtowo, нім. Moltow) — село в Польщі, у гміні Ґосьцино Колобжезького повіту Західнопоморського воєводства.